# Пиубега
Пиу̀бега (на италиански: Piubega, на местен диалект: Piübega, Пиюбега) е село и община в Северна Италия, провинция Мантуа, регион Ломбардия. Разположено е на 40 m надморска височина. Населението на общината е 1761 души (към 2014 г.).